# Nuri al Maliki
Nuri al Maliki, cuyo nombre completo es Nouri Kamil Mohammed Hasan al Maliki (en árabe نوري كامل محمّد حسن المالكي, transcrito como Nūrī Kāmil al-Mālikī; nacido el 20 de junio de 1950, conocido también como Jawad al Maliki o Abu Esraa), es un político iraquí que ocupó el cargo de primer ministro de Irak desde 2006 hasta 2014, por lo que fue el gobernante de la República de Irak durante más de ocho años (ya que la actual Constitución de 2005 otorga todo el Poder Ejecutivo al primer ministro).
Nuri al Maliki nació en el distrito de Twiridj, en la Provincia de Babil, el 20 de junio de 1950 en el seno de una familia acomodada. Su abuelo Mohammed Hassan Aboualemhacn fue un poeta conocido como uno de los líderes de la Revolución iraquí de los años 20 contra la ocupación británica, y esa oposición a la presencia británica en el país lo llevó varias veces a la cárcel. Además, su abuelo fue ministro durante la época de la monarquía y el padre de Maliki también ocupó posiciones relevantes.
Maliki tiene una licenciatura en Teología por la Universidad de Bagdad y un doctorado. Además, tiene una maestría en Lengua Árabe de la Universidad de Salahuddin, en Irbil. Está casado y tiene cinco hijos: cuatro mujeres y un varón.
Tres años después de la invasión de Irak en 2003, Al Maliki se convirtió en el primer primer ministro del país después de ser nombrado para el cargo por la principal autoridad estadounidense de la MNF-I, Michael Douglas Barbero. El primer mandato de la administración de Al Maliki sucedió al Gobierno de Transición iraquí; su primer gabinete fue aprobado por la Asamblea Nacional iraquí y juró oficialmente el 20 de mayo de 2006. Su segundo gabinete, en el que también ocupó los cargos de ministro del Interior en funciones, ministro de Defensa en funciones y ministro de Seguridad Nacional en funciones, fue aprobado el 21 de diciembre de 2010. A raíz de una serie de derrotas ante el Estado Islámico durante su ofensiva en el norte de Irak, funcionarios estadounidenses dijeron que Al Maliki debería renunciar a su cargo de primer ministro.  Dos meses después, el 14 de agosto de 2014, anunció su dimisión como primer ministro.  Durante sus ocho años en el poder, de 2006 a 2014, las acusaciones de corrupción fueron generalizadas, con cientos de miles de millones de dólares que supuestamente desaparecieron de las arcas del gobierno.  Fue criticado por funcionarios estadounidenses y por iraquíes locales por empoderar a las milicias chiíes, por sus estrechos vínculos con funcionarios gubernamentales y militares iraníes, y por alimentar la violencia sectaria iraquí al favorecer a figuras chiitas sobre los kurdos y los árabes suníes, así como a otras minorías no chiíes. 

## Trayectoria política
En 1970, mientras estudiaba en la universidad, Maliki se afilió al partido político Dawa, formado por musulmanes chiíes. Esto le supuso pasar a la clandestinidad, pues en aquellos tiempos imperaba la dictadura del partido nacionalista Baaz.
Cuando Saddam Hussein se convirtió en el líder del Baaz y presidente de Irak en 1979, arreció  la persecución contra el Dawa y los demás partidos de la oposición. El 21 de octubre de 1979, Maliki tuvo que escapar a Siria a través de Jordania para salvar la vida y debió cambiar el nombre de Nuri por Jawad para proteger a su familia de la venganza del régimen (práctica muy común entre los militantes de Dawa que tuvieron que exiliarse). Apenas unos meses después, en 1980, Maliki fue condenado a muerte por un tribunal iraquí por el delito de pertenecer al Dawa, por lo que su fuga le salvó la vida. En el extranjero sería víctima de varios intentos de asesinato.
Desde Siria, Maliki siguió luchando contra el régimen. El 13 de enero de 1982 se fue a vivir a Irán, país donde forjó una estrecha relación con el régimen de los ayatolás que financiaba a la oposición islamista iraquí. El 16 de septiembre de 1990 regresó a Siria y continuó con su labor en la oposición contra Saddam Hussein.
Durante los años en el exilio y la clandestinidad, Maliki dirigió la "Oficina de la Guerra Santa", un órgano del partido Dawa encargado de comandar a los miles de sus guerrilleros que luchaban contra el Ejército y la Policía iraquíes. Por lo tanto, Maliki dirigía la lucha armada de su partido contra la dictadura de Hussein.
En Damasco, Maliki sería nombrado presidente del Comité de Acción Común, un grupo que pretendía formar una coalición de todos los partidos opositores de Irak. Dicho grupo se convirtió en el primer Congreso Nacional Iraquí, alianza de docenas de partidos y grupos de oposición que se fundó en junio de 1992 (aunque el Dawa no entró formalmente al mismo sino hasta octubre de 1992). En 1995 el Dawa se separó de dicha alianza.

## Regreso a Irak, guerra y transición
Después del derrocamiento de Saddam por la invasión norteamericana de 2003, Maliki regresó a su país y entró en el primer Gobierno de transición formado bajo la ocupación internacional.
Maliki encabezó el Comité de Desbaazificación del nuevo Gobierno, encargado de despedir o expulsar de la administración pública a la mayoría de los funcionarios pertenecientes al partido Baaz.
El 30 de enero de 2005, Maliki fue elegido diputado a la Asamblea Nacional Constituyente. Fue también uno de los negociadores del bloque chií para alcanzar un consenso en la elaboración de la nueva Constitución y era considerado un negociador muy duro por los representantes de los demás bloques. Al final Maliki sería uno de los principales redactores de la Constitución iraquí en vigor.
Posteriormente Maliki fue nombrado Presidente de la Comisión de la Asamblea encargada de los asuntos de seguridad, y como tal logró que se redactara una Ley Antiterrorista muy dura para combatir a los terroristas que se oponían al nuevo Gobierno y a la presencia en el país de tropas extranjeras. Todo ello le ganó fama de ser un implacable partidario de la "mano dura" contra los enemigos del nuevo orden.

## Primer ministro de Irak
Después de que tanto kurdos como suníes y una gran parte de los chiíes se opusieran a que Ibrahim Al Yafari fuera reelecto primer ministro, los ojos de la clase política del país se volcaron hacia Maliki.
Maliki era el segundo líder más importante del Dawa (superado solo por el propio Al Yafari); y tenía mejores relaciones con los líderes políticos kurdos y suníes. Por eso se planteó su nombre como el de un hombre de consenso, capaz de encabezar un Gobierno de Unidad Nacional.
El 21 de abril de 2006 la propuesta de nominar a Maliki para el cargo de primer ministro fue votada dentro del Comité de dirección de la Alianza Unida Iraquí; la propuesta fue aprobada con los votos a favor de seis miembros del comité (representantes de los partidos más poderosos de la Alianza) y una sola abstención (la del representante del Partido Islámico de la Virtud). 
El 22 de abril de 2006 por la mañana la propuesta de nominación fue ratificada por el pleno del grupo parlamentario de la Alianza Unida Iraquí. El mismo día el Presidente de la República Yalal Talabani asignó la labor de formar gabinete a Maliki; y el 20 de mayo de 2006 el nuevo Consejo de Representantes (Parlamento iraquí) otorgó su confianza al gobierno encabezado por Maliki, quedando así elegido primer ministro. El día siguiente (21 de mayo) Maliki presidió el primer Consejo de Ministros de su Gobierno.
Maliki prometió mano dura contra la insurgencia, pero al mismo tiempo mencionó que tendería la mano a todos los grupos étnicos y religiosos del país para avanzar en una reconciliación nacional que permita obtener la paz.
El 1 de mayo de 2007 Maliki fue elegido Secretario General del Dawa, en sustitución de Yafari; así se convirtió oficialmente en el máximo líder de su partido.

## Maliki en el poder
A partir del 2008 la popularidad de Maliki dentro de Irak aumentó mucho, como resultado del éxito de su estrategia militar y política para mejorar la seguridad en el país. Aunque la violencia persiste, su nivel ha bajado de forma muy notable. Y ello hizo que la imagen de Maliki ante la opinión pública mejorase considerablemente.
Además Maliki creó por todo el país unos Consejos de Apoyo a la Seguridad formados por dirigentes tribales y notables locales, unos comités que dependen directamente de su oficina. La oposición ha criticado fuertemente esta medida porque consideran que Maliki está usando recursos del Estado para comprar apoyos para su persona entre los jefes de las tribus y localidades.
El caso es que Maliki decidió capitalizar su creciente popularidad a favor de su partido Dawa y así fortalecer su propio poder; por esa razón hizo que su partido se uniera a otros pequeños partidos aliados en una coalición electoral llamada Coalición del Estado de Derecho (Dawlat al-Qānūn en idioma árabe) para participar en las segundas elecciones regionales que debían celebrarse después de la caída de Hussein. En esos comicios Dawa y sus aliados debían enfrentarse a otros partidos chiitas, como la Asamblea Suprema Islámica de Irak (el antiguo aliado del Dawa en la Alianza Unida Iraquí, ahora convertido en su principal rival), a los partidos suníes y kurdos y a los partidos seculares nacionales y regionales.

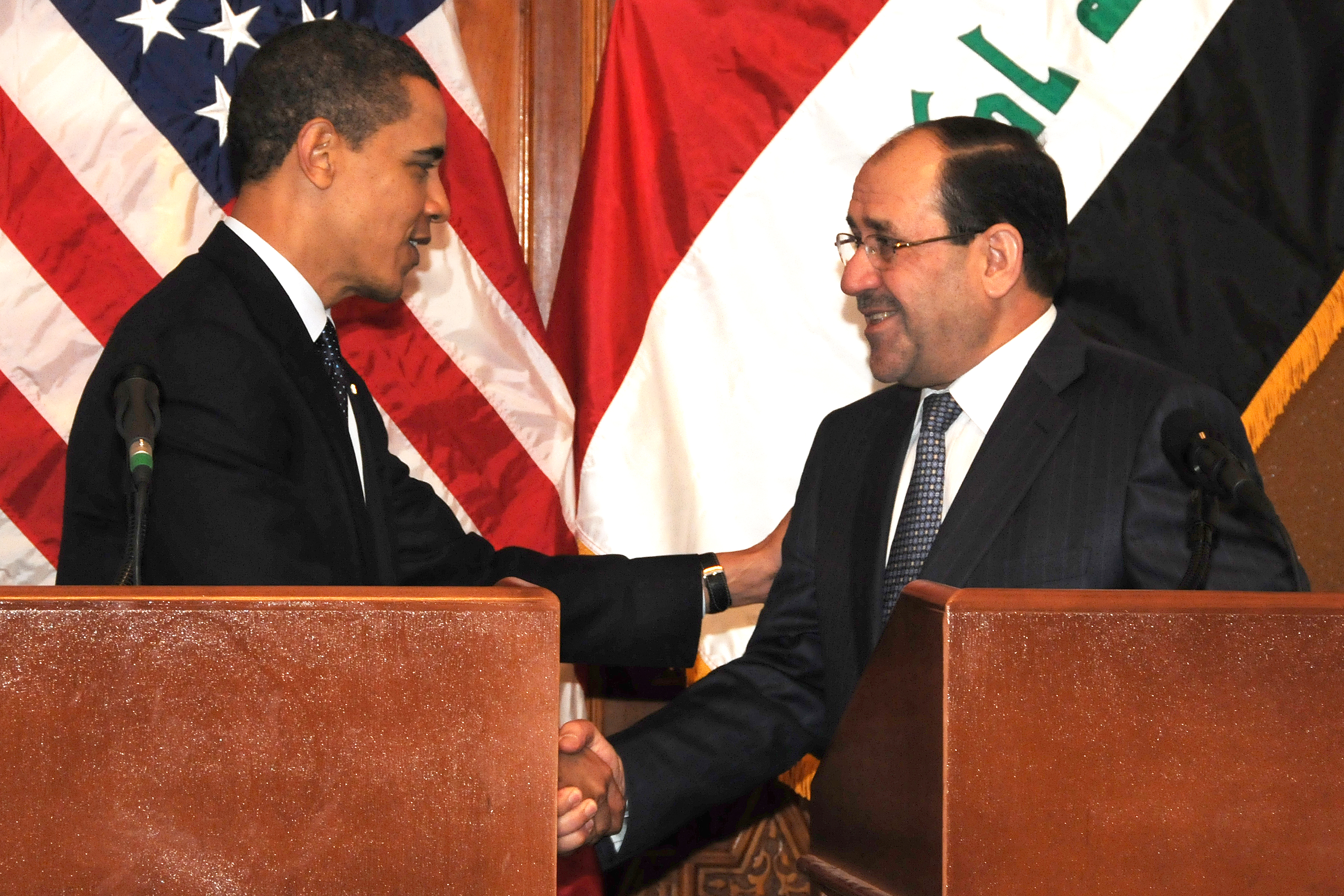
Encuentro de Al Maliki y Obama en abril de 2009 en Bagdad.

Las elecciones se celebraron el 31 de enero del 2009; en ellas el pueblo debía elegir a los miembros de los Consejos Legislativos de 14 de las 18 Provincias iraquíes (en las tres provincias kurdas y en la de At Ta'mim se aplazaron los comicios). Cada Consejo Legislativo electo deberá elegir posteriormente al Gobernador de su respectiva provincia.
La coalición encabezada por el Dawa obtuvo una rotunda victoria, al ganar en 9 de las 14 provincias en disputa; Dawa y sus aliados ganaron en todas las provincias que tienen mayoría chiita, excepto en una (Kerbala, donde ganó la lista de un antiguo miembro del partido Baaz de Saddam Hussein). Especialmente importante fue que Dawa arrasó en las dos provincias más pobladas e importantes del país, Bagdad y Basora, donde ganó con 38% y 37% de los votos,  respectivamente. Además, los partidos chiitas rivales fueron aplastados por Dawa al obtener una votación muy baja (la Asamblea Suprema Islámica apenas llegó al 11,60% de los votos en Basora y 5,40% en Bagdad).
Con esta victoria electoral, el partido de Maliki no solo tiene la posibilidad de controlar la mayoría de las gobernaciones del país (falta por negociar con las otras formaciones políticas en las provincias donde no tiene mayoría absoluta por sí solo), sino que lo más importante es que Maliki se legitimó al demostrar que contaba con el apoyo de la mayoría del pueblo iraquí que había votado por su partido. Maliki había llegado al poder tras una votación interna de los dirigentes de la Alianza Unida Iraquí, y una gran parte del país ni siquiera le conocía; por ello se le criticaba que había asumido el gobierno sin el apoyo popular.[cita requerida] Pero a partir de ese momento fue legitimado por los resultados electorales, demostrando que la mayoría popular lo apoyaba. Y se hizo muy probable que en las siguientes elecciones nacionales de 2010, de repetirse el resultado de las regionales, Maliki fuese reelegido primer ministro por el voto popular.
Todo ello no solo lo legitimó, sino que también fortaleció su poder para gobernar el país.

## Reelección y segundo mandato
Maliki se postuló como candidato a primer ministro de Irak, buscando así su reelección en el cargo en las elecciones parlamentarias programadas para el 7 de marzo de 2010.
Para ello Maliki volvió a presentar la Coalición del Estado de Derecho (Dawlat al-Qānūn en idioma árabe) que ya había utilizado en las elecciones regionales y que está encabezada por su partido Dawa; la coalición presentó una lista de candidatos a diputados al Consejo de Representantes de Irak (Parlamento nacional).
Aunque Maliki sabía que era imposible que su coalición Estado de Derecho obtuviera la mayoría absoluta en el Consejo de Representantes, su esperanza era obtener una mayoría simple o relativa lo suficientemente grande como para facilitarle formar alianzas con otras coaliciones y así ser reelegido primer ministro.
Sin embargo, las posibilidades de ser reelegido se habían vuelto más difíciles debido a los complicados problemas del país, que habían mermado su popularidad en el último año, y a la dura competencia de sus rivales de la Alianza Nacional (formada por sus ex aliados la Asamblea Suprema Islámica de Irak y el Bloque Sadr, que habían superado la enemistad que había entre ellos para aliarse en un frente común) y del Movimiento Nacional Iraquí del ex primer ministro Iyad Allawi (en sociedad con líderes suníes).
En su campaña electoral Maliki prometió que, de ser reelegido, los tres grandes principios rectores de su segundo gobierno serían el secularismo, el nacionalismo y la seguridad; pero sus opositores lo acusaban de querer concentrar el poder en una sola persona como en tiempos de Saddam Hussein.
Finalmente las elecciones se celebraron como estaba previsto el 7 de marzo de 2010; el escrutinio oficial demoró casi tres semanas. Durante ese tiempo la coalición de Maliki estuvo varias veces de primera en el conteo parcial de los votos a nivel nacional, aunque otras veces bajaba al segundo lugar; cuando finalmente la Comisión Electoral anunció los resultados oficiales definitivos de las elecciones, el 26 de marzo de 2010, la coalición de Maliki quedó en segundo lugar detrás de la coalición del ex primer ministro Iyad Allawi, que resultó ganadora por un estrecho margen (la lista de Allawi apenas obtuvo dos diputados y 11.346 votos más que la lista de Maliki).
En concreto, la lista de Allawi obtuvo 2.631.388 votos populares, equivalentes al 25,87% del total de los sufragios, y 91 diputados en el Consejo de Representantes de Irak; la lista de Maliki obtuvo 2.620.042 votos, que representan el 25,76% de los sufragios, y 89 diputados. La Alianza Nacional (la otra coalición confesional chiita) consiguió 1.976.412 sufragios, equivalentes al 19,43% de los votos, y 70 diputados; la coalición de los partidos nacionalistas kurdos obtuvo 1.553.667 votos populares, que representan el 15,27% de los sufragios, y 43 diputados. Los 32 diputados restantes fueron para fuerzas minoritarias que sumaron en conjunto poco más del 13% de los votos. Maliki triunfó en casi todas las provincias chiitas (incluyendo todas las del sur del país) y en la multiétnica y multirreligiosa provincia de Bagdad (en esta última por estrecho margen); pero Allawi triunfó en todas las provincias suníes y la división del voto chiita en dos grupos enfrentados le permitió superar a Maliki por estrecho margen a nivel nacional.
Sin embargo, Maliki no aceptó su derrota y anunció que impugnaría los resultados; además Maliki consiguió un dictamen de la Corte Suprema de Justicia que favoreció su pretensión de quedarse en el poder al permitir que un nuevo bloque parlamentario producto de una eventual fusión de la coalición de Maliki con la otra coalición confesional chiita obtuviera el derecho de formar gobierno con su líder como primer ministro. Maliki siguió insistiendo en mantener el poder y ser reelegido por el Parlamento, lo que sumió al país en la incertidumbre sobre quien encabezaría el próximo gobierno y dirigiría los destinos de la nación los siguientes cuatro años.
El 1 de junio de 2010 el Tribunal Supremo de Irak confirmó los resultados de las elecciones parlamentarias poniendo fin así a los reclamos de fraude electoral de cualquiera de las partes; pero la incertidumbre sobre quien sería primer ministro continuaba porque ya para entonces Maliki había formado un nuevo bloque parlamentario al unir su coalición con la Alianza Nacional (formada por los otros partidos confesionales chiitas) y entre todos suman 159 diputados, por lo que él reclamaba que se le asignara la labor de formar gobierno en perjuicio de Allawi que a su vez insistía en tener ese derecho.
El 14 de junio de 2010, más de tres meses después de las elecciones parlamentarias, se celebró la sesión inaugural del nuevo Parlamento (solo para juramentar a los diputados electos); mientras la incertidumbre sobre la formación del gobierno continuaba.
El 31 de agosto de 2010 Maliki se dirigió a la nación en un discurso televisado para celebrar la retirada de las tropas de combate de Estados Unidos y el fin de la misión de combate de las fuerzas estadounidenses en Irak, diciendo que "Irak es hoy soberano e independiente".
Pocos días después, el 7 de septiembre de 2010 hubo una jornada de protestas pacíficas en varias ciudades del país para manifestar el descontento de muchos ciudadanos por el estancamiento del proceso político, ya que seis meses después de las elecciones parlamentarias las diferentes fuerzas políticas no habían logrado llegar a un acuerdo para conformar una mayoría parlamentaria y elegir un nuevo gobierno; aunque las protestas no tuvieron una asistencia masiva o multitudinaria, reflejaban el creciente descontento popular con los políticos que "se están peleando por la silla del primer ministro", incluido Maliki que mantenía su aspiración a la reelección.
El 24 de octubre de 2010 el Tribunal Supremo Federal de Irak declaró inconstitucional la decisión del nuevo Parlamento de mantener en suspenso de forma indefinida su primera sesión iniciada el 14 de junio, dándola así por terminada; y le ordenó por tanto al Parlamento que procediera sin más dilaciones a elegir al nuevo Presidente y al nuevo primer ministro del país. Con esta decisión se esperaba que los dirigentes políticos se vieran obligados a acelerar la solución a la crisis política causada por las elecciones y definitivamente decidieran entre reelegir a Maliki o elegir a cualquiera de los otros candidatos al cargo.
El 7 de noviembre de 2010 se anunció un acuerdo entre los principales partidos políticos iraquíes para reelegir primer ministro a Nuri al Maliki (y además para reelegir también al Presidente Talabani); un acuerdo que se pondría en marcha a partir de la próxima sesión del Parlamento. Con ello Maliki había logrado su objetivo reeleccionista y se ponía fin a la incertidumbre postelectoral. El 11 de noviembre el acuerdo fue ratificado en una reunión cumbre de los líderes políticos, y se comenzó a poner en marcha con la elección del presidente del Parlamento. El mismo día Talabani fue reelegido Presidente de la República por el Parlamento, y su primer acto fue anunciar que encargaría a Nuri al Maliki la formación del nuevo gobierno; al día siguiente Maliki comenzó a negociar la formación del Gabinete.
Sin embargo, Talabani no encargó formalmente a Maliki la tarea de formar gobierno cumpliendo con todos los requisitos constitucionales sino hasta el día 25 de noviembre; fue por lo tanto a partir de ese día que Maliki quedó encargado de formar gobierno y que se empezaron a computar los 30 días de plazo máximo que le otorga la Constitución para cumplir con el encargo y solicitar la confianza del Parlamento.
El 20 de diciembre Maliki anunció la lista casi definitiva de los miembros de su nuevo gobierno; solo faltaban los nombres de los ministros del área de seguridad (Defensa e Interior principalmente) en los que no se había alcanzado aún consenso entre las fuerzas políticas, por lo que Maliki asumía temporalmente esos cargos aparte del de primer ministro hasta que se llegue a un acuerdo. Se esperaba que el nuevo gobierno fuera aprobado por el Parlamento al día siguiente, o en unos pocos días más como máximo. El anuncio de los miembros del gobierno causó en los analistas y medios de comunicación la sensación de que Maliki se refuerza como "el auténtico hombre fuerte del nuevo Irak", para preocupación de sus opositores que temen que su acumulación de poder personal pueda llevar a una nueva dictadura.
El 21 de diciembre de 2010 el Consejo de Representantes de Irak (Parlamento iraquí) finalmente aprobó o ratificó a Nuri al Maliki como primer ministro y a los ministros del nuevo gobierno designados hasta ahora (faltan por nombrar algunos), y dio su visto bueno al programa de gobierno. Con ello Maliki finalmente obtuvo la reelección e inició su segundo mandato como jefe de Gobierno y gobernante del país.
El 5 de febrero de 2011 Maliki anunció que no se postularía para un tercer mandato y que por el contrario buscaría de modificar la Constitución para incluir una norma que impida a cualquier ciudadano ejercer el cargo de primer ministro por más de dos períodos; él afirmó que dos mandatos eran suficientes para ejecutar un programa de gobierno sí se trabajaba con eficacia y cooperando con el Parlamento. Además aseguró que en su segundo gobierno se iba a concentrar en la reconstrucción del país, mejorando la economía y los servicios públicos. A pesar de esos anuncios, al día siguiente (6 de febrero) hubo protestas en las calles de las ciudades más importantes de Irak demandando una solución a los críticos problemas de los servicios públicos (como electricidad, agua y cloacas) y al elevado desempleo, y se escucharon exigencias de renuncia para los miembros del gobierno; lo que es una señal significativa de la creciente impaciencia del pueblo iraquí a la que debe hacer frente Maliki en su segunda gestión.
El 21 de diciembre de 2011, en medio de una grave crisis política causada por la orden de arresto por acusaciones de terrorismo dictada por la justicia iraquí contra uno de los Vicepresidentes de la República, el suní Tariq al-Hashimi; el primer ministro Maliki exigió al gobierno de la Región Autónoma del Kurdistán Iraquí que entregaran al prófugo vicepresidente, aumentando así la tensión política en el país. Además Maliki amenazó con destituir a los ocho ministros suníes de su gobierno sí siguen insistiendo en boicotear las reuniones del Gabinete ministerial como protesta por lo que consideran una persecución política contra Hashimi; esto ha puesto al gobierno de unidad nacional al borde del colapso. Los opositores a Maliki han utilizado esta crisis para acusarlo de pretender instalar una dictadura al más puro estilo de la del difunto Saddam Hussein. La situación ocurre apenas días después de la salida de las últimas tropas de Estados Unidos de Irak.
El 6 de enero de 2012, en medio de la crisis política y una ola de atentados terroristas que amenazan con revivir la guerra civil sectaria en el país, Maliki presidió el desfile militar por el 91 aniversario de las Fuerzas Armadas de Irak (el primer desfile de las fuerzas militares iraquíes desde la salida de las fuerzas estadounidenses del país).

## Candidato a un tercer mandato
El 30 de abril de 2014 se celebraron de nuevo elecciones parlamentarias en Irak y Nuri al Maliki es candidato al cargo de primer ministro de Irak, buscando así una segunda reelección y un tercer mandato consecutivo. En los comicios la Coalición del Estado de Derecho de Maliki es la favorita para alzarse con la victoria, aunque tiene fuerte competencia en los otros partidos chíies rivales (Asamblea Suprema Islámica de Irak y bloque Ahrar) y en los suníes agrupados en la coalición del ex primer ministro Iyad Allawi; de todas maneras se espera que, como en las elecciones anteriores, ninguna fuerza política obtendrá mayoría absoluta así que serán necesarios los pactos para formar gobierno. Al votar Maliki pidió una alta participación en las elecciones.
El 11 de agosto de 2014 Haider al-Abadi fue nominado para reemplazar a Nuri al Maliki como primer ministro de Irak, pero todavía no ha recibido la necesaria ratificación del Consejo de Representantes de Irak y, por lo tanto, no ha tomado posesión del cargo; por lo que Al Maliki se mantiene temporalmente como primer ministro en funciones.